# Файи, Амеди де
Амеди Жан Мари де Файи (фр. Amédée de Failly; 17 апреля 1789, Брюссель — 24 апреля 1853, Брюссель) — бельгийский военный, политический и государственный деятель, генерал, министр обороны Бельгии (25 мая—16 августа 1831).

## Биография
Выпускник военной школы Сен-Сир 1806 года. Участник русско-прусско-французской войны (1806—1807). Отличился в битве при Прейсиш-Эйлау. Был ранен ядром в левое плечо при осаде Данцига в 1807 г.. Переведен в Испанскую армию Наполеона, в составе которой участвовал в Пиренейских войнах 1808 и 1809 годов. Получив звание лейтенанта в ноябре 1809 г., перешёл в баварскую армию.
Вскоре вернулся в Испанию и принял участие в кампаниях 1810 , 1811 и 1812 годов. Участвовал во взятии Ламбье, где был ранен выстрелом в голову, и в бою у Лерма, где получил ещё одно ранение в правую ногу. В начале 1812 г. получил звание капитана 15-го пехотного полка. Вернувшись во Францию, участвовал в кампаниях 1813 и 1814 годов.
После падения империи в декабре 1814 года был принят в голландскую армию в звании полковника. Командовал 5-м, позже 35-м егерским батальоном . Продолжал служить в армии Соединенного Королевства Нидерландов и в 1826 году стал командиром-полковником Пятой пехотной дивизии.
Во время Бельгийской революции 1830 года командовал батальоном королевской армии. В марте 1831 г. был произведен в бригадные генералы и назначен военным губернатором провинции Антверпен.
С 25 мая по 16 августа 1831 года — военный министр Бельгии. После того как голландские войска вторглись в Бельгию, и бельгийская армия разбита, де Файи был обвинен в некомпетентности и небрежности и вынужден был уйти в отставку. Тогда же получил чин генерал-майора.